# 諧振式逆變器
諧振式逆變器是以諧振電路為基礎的逆變器，利用諧振電路產生的電流振荡作為輸出的電源。在串聯型諧振式逆變器中，諧振電路及開關是和負載串聯，以形成欠阻尼的電路。開關元件上的電流是因為諧振電路的特性而下降到零。若開關元件是晶閘管，是自換向（self-commutated）的電路。

## 應用

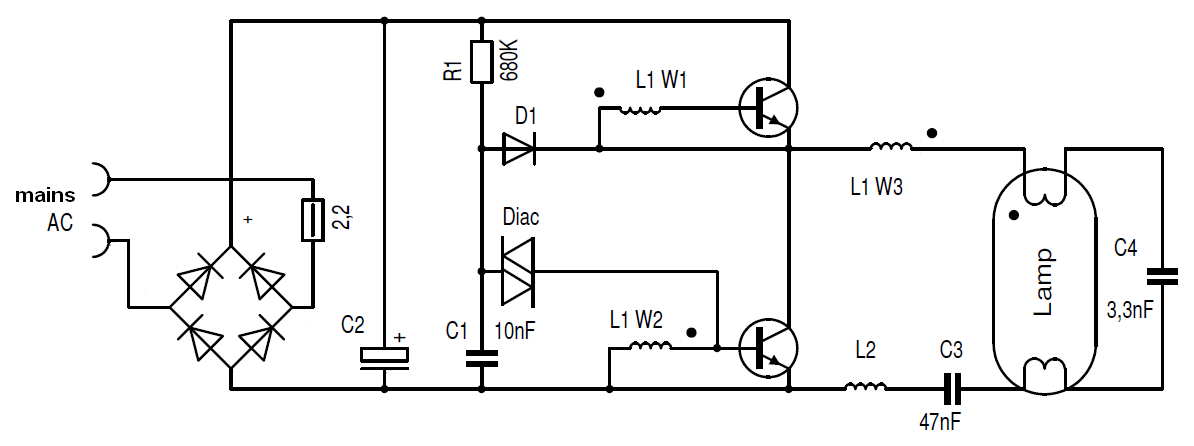
螢光燈電子鎮流器

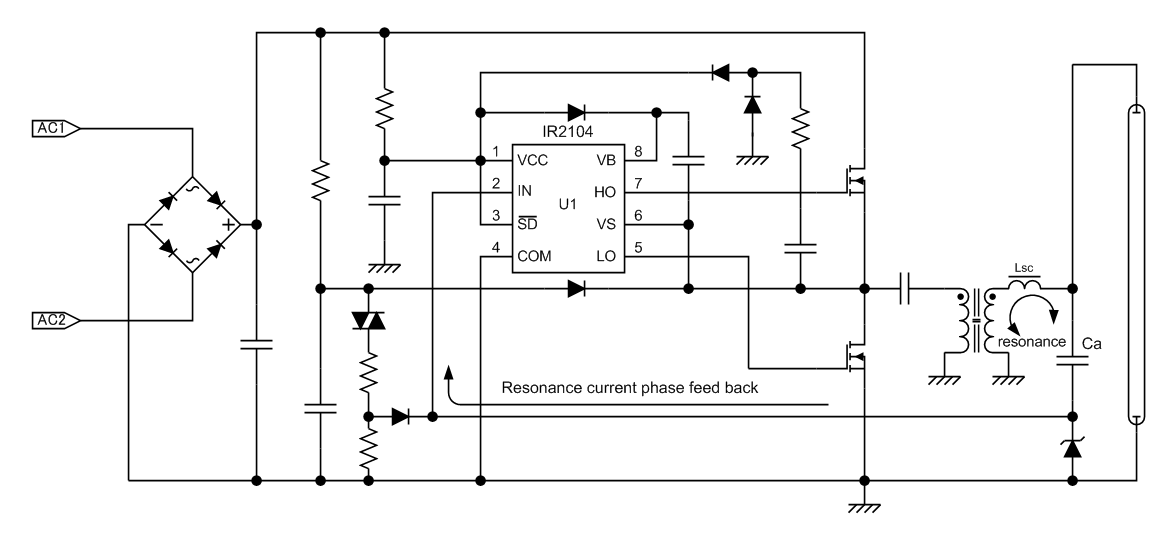
CCFL螢光燈的諧振逆變電路

諧振式逆變器會產生近似正弦曲線的輸出，頻率從20 kHz到100 MHz，而且一般會用在輸出不太會變化的應用，例如感应加热、聲納發射器、螢光燈或超聲波產生器。諧振式逆變器的輸出頻率較高，設備的體積可以比較小。

## 組態
串聯型諧振式逆變器有許多不同的組態，依開關元件和負載的接線方式而定，主要可以分為以下兩種：
1. 單向開關的串聯型諧振式逆變器。
2. 雙向開關的串聯型諧振式逆變器。